# Auzielle
Auzielle település Franciaországban, Haute-Garonne megyében. Lakosainak száma 1621 fő (2022. január 1.). Auzielle Lauzerville, Escalquens, Odars, Sainte-Foy-d’Aigrefeuille és Saint-Orens-de-Gameville községekkel határos.

## Népesség
A település népességének változása:
| Lakosok száma | 138  | 1002 | 1091 | 1378 | 1263 | 1393 | 1500 | 1578 | 1587 | 1621 |
|               | 1968 | 1982 | 1990 | 2006 | 2013 | 2015 | 2017 | 2019 | 2020 | 2022 |